# Agustín Durán
Agustín Durán (Madrid, 1789 – 1862) è stato uno scrittore spagnolo.
Bibliotecario nazionale a Madrid, nel 1828 fu autore dell'opera Discorso sopra l'influsso della critica moderna sulla decadenza del teatro antico spagnolo, che introduceva una critica romantica nell'analisi della letteratura spagnola. La scrittrice e pittrice Elena Cipriana Álvarez Durán, figlia di sua sorella e quindi sua nipote, sposa quell'Antonio Machado y Núñez che sarà padre dell'etnografo Antonio Machado Álvarez e nonno dei poeti Manuel e Antonio.